# Cesión de bienes
Cesión de bienes es el «abandono voluntario que el deudor hace de todo los suyos a su acreedor o acreedores, cuando, a consecuencia de accidentes inevitables, no se halla en estado de pagar sus deudas».
Históricamente, la cesión de bienes es uno de los primeros y más arcaicos procedimientos concursales, y respondió en parte a la necesidad de morigerar las durísimas instituciones que el primitivo Derecho Romano contemplaba en contra de los deudores, y que autorizaba a sus acreedores incluso a descuartizar el cuerpo del deudor insolvente. Gracias a la cesión de bienes, el deudor podía abandonar todo su patrimonio, pero a cambio salvaba su vida. Con el correr del tiempo, al inventarse mecanismos jurídicos más sofisticados para el cobro de las deudas, como por ejemplo el juicio ejecutivo y el procedimiento de quiebra, la cesión de bienes fue cayendo poco a poco en desuso.

## Descripción
Para que esté facultado a la cesión de bienes, el deudor debe caer en insolvencia, por motivos que no le sean imputables (particularmente que no sea una insolvencia dolosa). Esta facultad alcanza a todos aquellos bienes que son embargables, sin que pueda exceptuarse ninguno de ellos.
El abandono de los bienes priva al deudor de la administración de sus bienes, pero no de su dominio. Por lo tanto, si después de subastados los bienes queda un remanente como producto de la venta, este es para el deudor. El cedido está obligado a hacer líquidos los bienes, hasta lo cual no se produce la liberación del deudor, conservando los acreedores el derecho a cobrar los bienes que el deudor pueda ulteriormente adquirir.
Históricamente, el deudor quedaba también libre de todo apremio personal, lo que implicaba el fin de la prisión por deudas; sin embargo, casi por completo eliminada esa figura jurídica de las legislaciones actuales, este efecto de la cesión de bienes carece de importancia.
La consignación: el deudor diligente queda liberado cuando, pese a sus esfuerzos, el pago no ha podido tener efecto. Este procedimiento se lleva a cabo depositando las cosas muebles debidas a disposición de la autoridad judicial.
 Si el acreedor a quien se hiciere el ofrecimiento de pago se negare sin razón a admitirlo, el deudor quedará libre de responsabilidad mediante la consignación de la cosa debida.
La consignación por sí sola producirá el mismo efecto cuando se haga estando el acreedor ausente o cuando esté incapacitado para recibir el pago en el momento en que deba hacerse, y cuando varias personas pretendan tener derecho a cobrar, o se haya extraviado el título de la obligación.

## Diferencias con otros procedimientos ejecutivos
- Diferencias con el juicio ejecutivo:
  - En el juicio ejecutivo debe trabarse el embargo sobre bienes que el propio acreedor designa; en la cesión de bienes no hay traba de embargo, sino mero abandono de los bienes embargables al deudor.
  - El juicio ejecutivo presupone un acreedor individual como ejecutante, y por tanto no importa un procedimiento concursal; la cesión de bienes puede hacerse a uno o varios acreedores.

- Diferencias con la quiebra:
  - En la quiebra, se requiere un concurso o pluralidad de acreedores; en la cesión de bienes, esta puede hacerse a un acreedor singular.
  - La quiebra precisa de una declaración de quiebra, que debe ser exigida por los acreedores, aunque en ciertos casos debe solicitarla el propio deudor; la cesión de bienes es facultativa para el deudor y los acreedores solo pueden oponerse por causa legal.